# A Fool and His Money (film fra 1920)
A Fool and His Money er en amerikansk stumfilm fra 1920 af Robert Ellis.

## Medvirkende
- Eugene O'Brien som John B. Smart
- Rubye De Remer som Aline
- Emile La Croix som Schmick
- Anne Brody
- Finnstron Erics
- George Dowling
- Frank Goldsmith som Hazzard
- Wray Page
- Ned Hay som Billy Smith
- Louise Prussing
- Arthur Housman som Tarnowsky
- Charles Craig
- Jules Cowles som Benton
- Elizabeth Garrison som Titus